# クイズ・チェック!NOW
『クイズ・チェック!NOW』（クイズ・チェックナウ）は、NET系列局ほかで放送されていたNETテレビ（現・テレビ朝日）製作のクイズ番組である。製作局のNETテレビでは1974年4月3日から同年9月25日まで、毎週水曜 19:00 - 19:30 （日本標準時）に放送。

## 概要
「キャスター」と呼ばれる出題者が次から次へと出す問題の内容が嘘か本当かを当てていく、○×クイズの変則的な問題に出場者たちが挑戦していた番組。司会はうつみみどり（後のうつみ宮土理）が、キャスターは石川弘義とばばこういちが務めていた。
関西地区では当時NET系列に属していた毎日放送ではなく、KBS京都（近畿放送＝現・京都放送）とサンテレビで放送されていた。
また、福島中央テレビでは3日遅れの土曜19:00-19:30に放送された。

## 進行
出場者は前週からの週チャンピオン1人と挑戦者4人で、いずれも一般からの参加者。
まず1対1の対戦で「第1回戦」を2度行い、勝った側は「決勝戦」に進出できた。そして勝ち抜いた者同士で「決勝戦」を行い、勝者は「トップチャレンジャー」に認定された。最後には週チャンピオンとトップチャレンジャーによる「チャンピオン戦」を行い、勝者は1週勝ち抜きとなる。
賞金は1問正解ごとに1,000円、トップ賞は50,000円、勝ち抜き賞は10万円、全問正解者および5週連続で勝ち抜いた週チャンピオンには賞金100万円が贈られた（その場合、それまでの得点による賞金は当時の公正取引委員会の規定上からリセットされた）。

## クイズのルール
対戦は「第1回戦」「決勝戦」「チャンピオン戦」とあるが、いずれもルールは以下の通り。
まずじゃんけんで出場者たちの解答順を決めた後、うつみの「チェック！NOW」の合図で第1回戦が開始された。
第1回戦では石川キャスターから問題を出された。出場者たちは石川の出した問題が本当だと思うのなら「OK」ボタンを押し、嘘だと思うのなら「チェック」ボタンを押して間違っている部分を口頭で訂正した。
- 例：「1＋1」の答えは「2」である→「OK」、「2×3」の答えは「5」である→「チェック」を押して「6」と答える。

どちらも正解すれば引き続き解答できた。もしボタンを押し間違えたり、チェック時の解答を間違えたりした場合にはその出場者に×マークが1つ付き、解答権が対戦相手に移動。×マークが3つ付いた解答者は持ち点が0点になる。制限時間120秒が来たら第1回戦は終了。
続いて第2回戦を開始。今度はばばキャスターから問題が出され、第1回戦終了時点で解答権のあった側からこれに挑戦できた。後は第1回戦と同じ。第2回戦が終わり、合計得点の多い方が勝者となった。

## エピソード
- フリーアナウンサーだった土居まさるは放送1回目の「芸能人大会」でチャンピオンとなり、一般出場者のチャレンジャーに勝ち抜き続け、5月1日放送分で番組初の5週勝ち抜きを成し遂げ、100万円を獲得した[4]。余談であるが、本番組終了から8日後の「クイズタイムショック　300回記念・司会者ベスト8大会」（1974年10月3日放送分）にて全問正解、100万円を獲得している。